# Protorothyrididae
I protorotirididi (Protorothyrididae Price, 1937) sono una famiglia di rettili estinti, fossili del Carbonifero e del Permiano.
Questi piccoli animali, simili a lucertole, sono i più antichi rettili noti. Nelle vecchie classificazioni, questi animali erano raggruppati con i captorinidi nel gruppo dei cotilosauri. I protorotirididi vivevano nei boschi carboniferi cacciando insetti e altri piccoli animali. Molti fossili di questi rettili sono stati rinvenuti in tronchi vuoti di grandi alberi primitivi come Sigillaria. Tra i generi più rappresentativi, da citare i nordamericani Hylonomus, classicamente noto come il rettile più antico, Protorothyris, Paleothyris e gli europei Brouffia e Coelostegus.

## Tassonomia
Ecco i generi in cui si suddividono i protorotirididi:
- Anthracodromeus
- Archerpeton
- Brouffia
- Cephalerpeton
- Coelostegus
- Hylonomus
- Paleothyris
- Protorothyris